# Holm (Hammarland, Åland)
Holm är en halvö i Åland (Finland). Den ligger i den västra delen av landskapet, 24 km nordväst om huvudstaden Mariehamn. Holm ligger på ön Fasta Åland.